# 장안러
장안러(중국어 정체자: 張安樂, 병음: Zhāng Ānlè, 1948년 3월 13일 ~ )는 타이완의 정치인, 갱스터, 정치운동가이자 기업인으로, 현재 중화통일촉진당의 주석, 중국민주진보당의 명예주임직을 맡고 있다.